# Fort Winnebago (Wisconsin)
Fort Winnebago es un pueblo ubicado en el condado de Columbia en el estado estadounidense de Wisconsin. En el Censo de 2010 tenía una población de 825 habitantes y una densidad poblacional de 9,54 personas por km².

## Geografía
Fort Winnebago se encuentra ubicado en las coordenadas 43°36′31″N 89°25′23″O / 43.60861, -89.42306. Según la Oficina del Censo de los Estados Unidos, Fort Winnebago tiene una superficie total de 86.46 km², de la cual 83.29 km² corresponden a tierra firme y (3.67%) 3.18 km² es agua.

## Demografía
Según el censo de 2010, había 825 personas residiendo en Fort Winnebago. La densidad de población era de 9,54 hab./km². De los 825 habitantes, Fort Winnebago estaba compuesto por el 98.67% blancos, el 0.36% eran afroamericanos, el 0.36% eran amerindios, el 0% eran asiáticos, el 0.24% eran isleños del Pacífico, el 0% eran de otras razas y el 0.36% pertenecían a dos o más razas. Del total de la población el 0.61% eran hispanos o latinos de cualquier raza.